# André Muhirwa
André Muhirwa (ur. 1920 w Murete, zm. 28 kwietnia 2003) – burundyjski polityk i arystokrata, dwukrotny minister, w latach 1961–1963 pełniący obowiązki premiera Burundi.

## Życiorys
Urodził się w Murete jako syn Banzabugabo. Należał do grupy etnicznej Tutsi, pochodził z panującej dynastii. Od lat 40. pracował jako urzędnik administracji kolonialnej. W 1944 został wodzem Buhumuzy, a w 1951 – regionu Bweru. W 1952 poślubił córkę panującego króla Mwembutsy IV Rosę Paulę Iribagizę. Został członkiem Unii na rzecz Postępu Narodowego (UPRONA). Objął funkcję ministra spraw wewnętrznych w rządzie swego szwagra Louisa Rwagasore, a od 20 października 1961 do 10 czerwca 1963 pozostawał premierem (w trakcie kadencji 1 lipca 1962 Burundi uzyskało niepodległość). Został pozbawiony funkcji przez króla po uwięzieniu szefa parlamentu. Został później wiceszefem UPRONA, a od kwietnia 1964 do stycznia 1965 ponownie zasiadał w rządzie. Był podejrzewany o zorganizowanie zamachu na kolejnego premiera Pierre'a Ngendandumwe. w styczniu 1965, a także o inspirowanie represji i masakr intelektualistów Hutu. Uczestniczył także w zamachu stanu, który w 1966 obalił Mwembutsę IV. Po tym, jak władzę przejął Michel Micombero, trafił do aresztu. Wypuszczony w 1967, przeszedł na polityczną emeryturę.